# Bhusawal

Bhusawal är en stad i västra Indien, och är belägen i distriktet Jalgaon i delstaten Maharashtra. Befolkningen uppgick till 187 421 invånare vid folkräkningen 2011, med totalt 203 774 invånare i storstadsområdet.